# Children of Blood and Bone
Children of Blood and Bone es una próxima película de fantasía estadounidense dirigida por Gina Prince-Bythewood, quien coescribió el guion con Tomi Adeyemi, basada en la novela de Adeyemi de 2018. La película está protagonizada por Untilo Mbedu, Tosin Cole, Amandla Stenberg, Damson Idris, Lashana Lynch, Idris Elba, Chiwetel Ejiofor, Cynthia Erivo, Viola Davis, Ayra Starr y Regina King.
Está previsto que Children of Blood and Bone se estrene en Estados Unidos por Paramount Pictures el 15 de enero de 2027.

## Reparto
- Thuso Mbedu como Zélie
- Tosin Cole como Tzain
- Amandla Stenberg como la princesa Amari
- Damson Idris como el príncipe Inan
- Lashana Lynch como Jumoke
- Idris Elba como Lekan
- Chiwetel Ejiofor como el rey Saran
- Cynthia Erivo como la almirante Kaea
- Viola Davis como Mama Agba
- Regina King como la reina Nehanda
- Diaana Babnicova como Folake
- Bukky Bakray como Binta
- Saniyya Sidney
- Zackary Momoh
- Richard Mofe-Damijo
- Ayra Starr
- Pamilerin Ayodeji
- Shamz Garuba
- Kola Bodunde
- Temas Fagbenle

## Producción

### Desarrollo
Antes de su publicación, la novela de Tomi Adeyemi Children of Blood and Bone fue seleccionada para una adaptación cinematográfica producida por Fox 2000 Pictures y Temple Hill Entertainment en marzo de 2017.   En febrero de 2019, Rick Famuyiwa fue anunciado como director. 
Después de que The Walt Disney Company completara su adquisición de 21st Century Fox en marzo de 2019, lo que resultó en el cierre de Fox 2000, el proyecto se transfirió a Lucasfilm, lo que marca el primer proyecto de acción real original del estudio desde su adquisición por Disney en 2012. Se anunció que Kay Oyegun escribiría el guion de la película en agosto de 2019.  En septiembre de 2019, mientras hablaba con The Hollywood Reporter, el presidente de Walt Disney Studios, Alan Horn, confirmó que la presidenta de Lucasfilm , Kathleen Kennedy, estaba trabajando con la presidenta del estudio hermano 20th Century Fox, Emma Watts, en el desarrollo de la película.   Sin embargo, en el otoño de 2021, Lucasfilm dio un giro al proyecto. Según The Hollywood Reporter, Adeyemi se mostró insatisfecho con el ritmo de los esfuerzos de adaptación de Lucasfilm y pidió trabajar como guionista, una solicitud que Lucasfilm rechazó. Como Lucasfilm quería centrarse en sus propias propiedades intelectuales como Star Wars, Indiana Jones y Willow, permitió que los derechos cinematográficos de Children of Blood and Bone caducaran. 
Para enero de 2022, Paramount Pictures había adquirido los derechos para un estreno exclusivo garantizado en cines, con Temple Hill Entertainment produciendo junto a Sunswept Entertainment; Adeyemi escribiría el guion y actuaría como productor ejecutivo.  En diciembre de 2023, Gina Prince-Bythewood fue contratada para dirigir la película y desarrollar aún más el guion. 

### Casting
En septiembre de 2024, Thuso Mbedu fue elegido para el papel principal.  En enero de 2025, Amandla Stenberg, Damson Idris, Tosin Cole, Viola Davis, Cynthia Erivo, Idris Elba, Lashana Lynch y Chiwetel Ejiofor se sumaron al elenco, con Regina King, Diaana Babnicova y Bukky Bakray en negociaciones para unirse.  En marzo, Saniyya Sidney, Zackary Momoh, Richard Mofe-Damijo, Ayra Starr, Pamilerin Ayodeji, Shamz Garuba, Kola Bodunde y Temi Fagbenle completaron el reparto. 

### Rodaje
En febrero de 2025, una publicación de Instagram de Adeyemi indicó que la fotografía principal había comenzado en Lagos .  

## Estreno
Children of Blood and Bone tiene previsto su estreno en Estados Unidos el 15 de enero de 2027, incluyendo proyecciones en IMAX.